# متحف دبي
متحف دبي هو المتحف الرئيسي في مدينة دبي العاصمة الاقتصادية للإمارات العربية المتحدة.

## موقعه

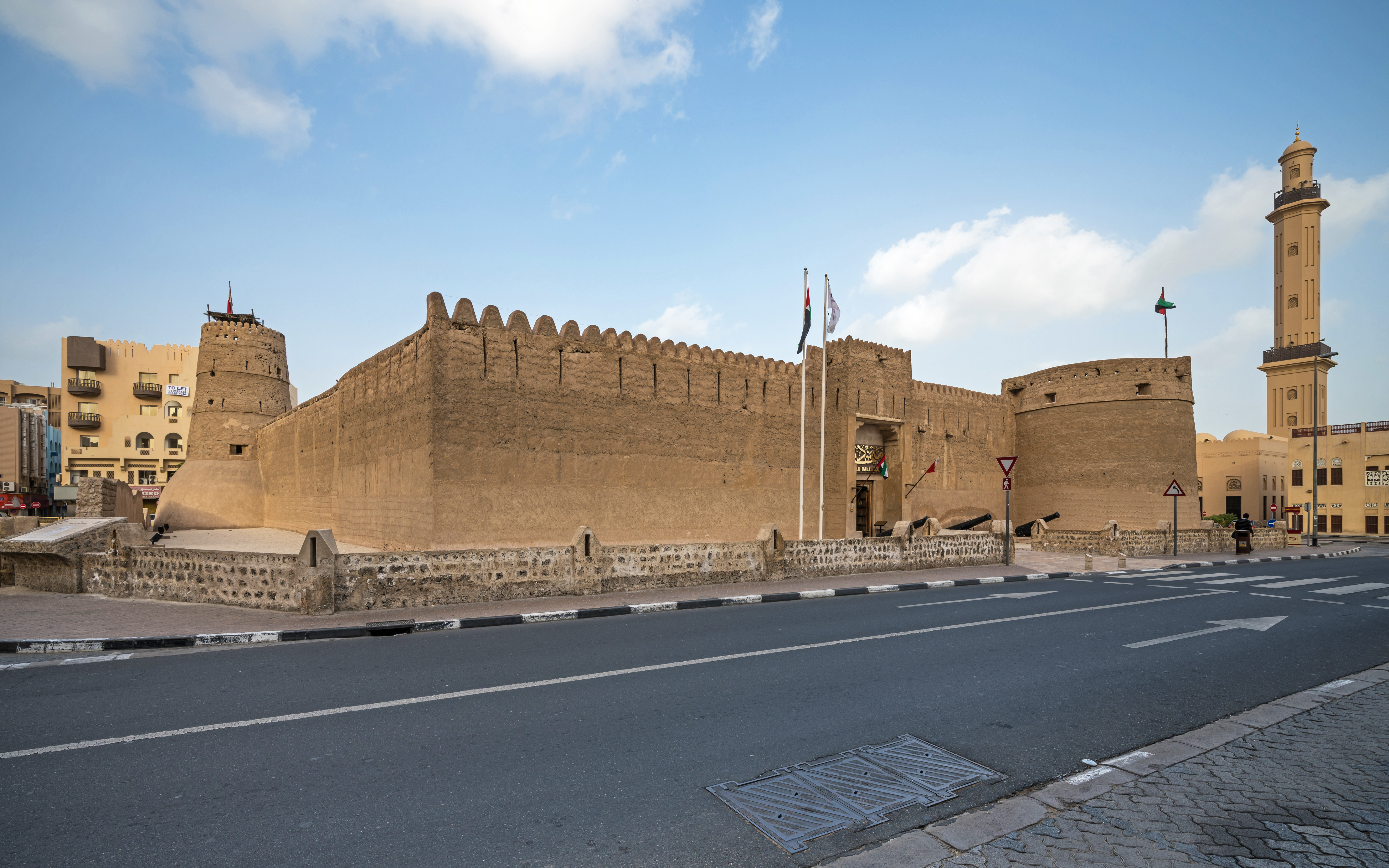
حصن الفهيدي في دبي: رمز تاريخي وثقافي للإمارات

يقع المتحف في حصن الفهيدي الواقع، في الجهة الجنوبية من خور دبي، وتحديداً في منطقة السوق الكبير شُيّد وبُني الحصن عام 1787 ويعتقد أنه المبنى الأقدم في دبي.

## تاريخ المتحف
يعود تاريخ تشييد الحصن إلى عام 1787،حيث كان في بدايته مقراً لحاكم الإمارة وعائلته، ثم تم الاستفادة منه كمركز دفاعي بسبب موقعه المميز على حدود منطقة دبي الحضرية وقتها.
أصبح حصن الفهيدي بعد ذلك يستخدم كمخزن للذخائر والسلاح، ثم كسجن للخارجين عن القانون، وقد أعلن عن افتتاحه في عام 1971 كمتحف رسمي لعرض تاريخ دبي وتراثها الأصيل، وفي سنة 1995م، أسس متحف آخر جديد يقع تحت الأرض وقد اضيف للمتحف القديم

## محتوياته

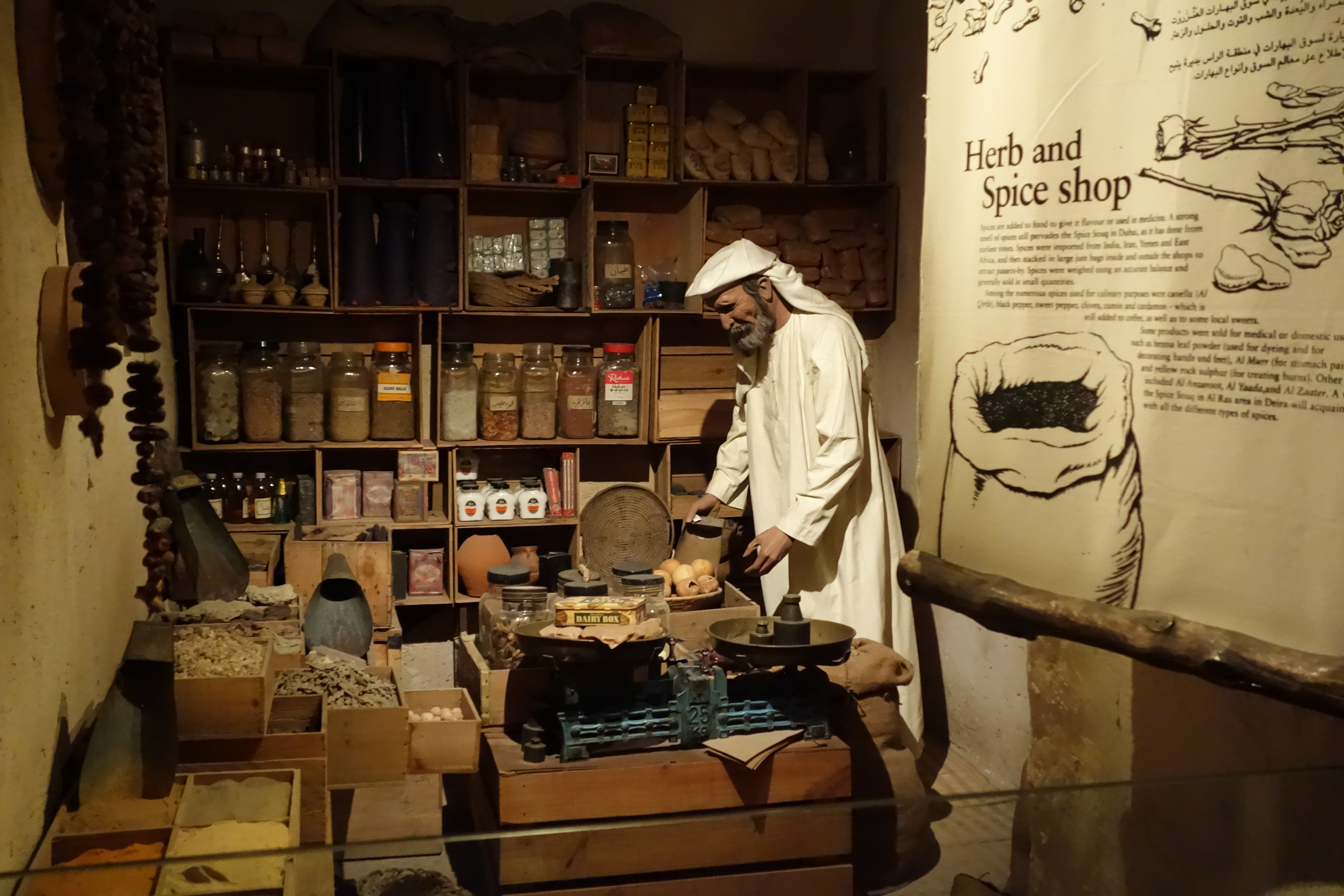
متجر قديم في المتحف

كانت الغاية من المتحف التعريف وعرض طريقة الحياة التقليدية القديمة في إمارة دبي. يحتوي المتحف على تحف وأنتيكات محلية بالإضافة إلى أشغال وأعمال يدوية من بلدان آسيوية وأفريقية مرتبطة في السابق بتجارة مع دبي. ويعرض المتحف أيضاً طريقة الحياة في دبي قبل اكتشاف النفط فيها، كما يمكن للزائر أن يأخذ فكرة عن المدارس الإسلامية القديمة ويعيش تجربة المشي في الأسواق العريقة في  ليل الصحراء. بالإضافة إلى مشاهدة  الآثار المكتشفة حديثاً والتي يعود عمرها إلى 3000 سنة ق.م.

## أقسام المتحف
من أهم أقسامه:
- جناح الآثار
- جناح السوق في خمسينيات القرن العشرين
- جناح البحر :يوثق لصناعة السفن وأدوات الصيد، بالإضافة إلى مهنة الغوص للبحث عن اللؤلؤ، والحياة البحرية في قاع الخليج العربي
- جناح دبي الماضي والحاضر
- جناح البيت التقليدي والمسجد
- أجنحة الواحة والصحراء وقصة الماء والصحراء
- جناح الأسلحة
- جناح الفنون الشعبية

## معرض صور

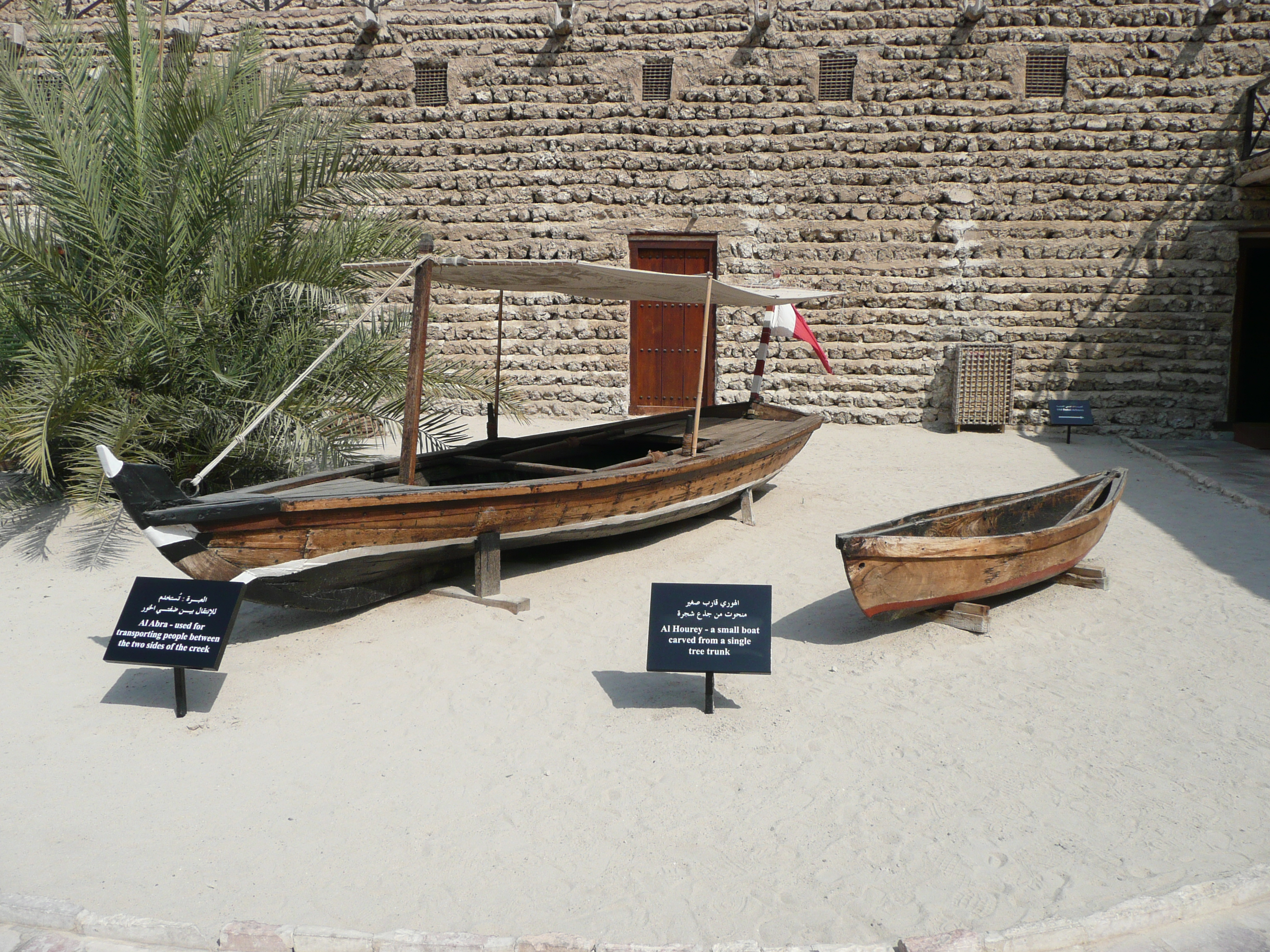
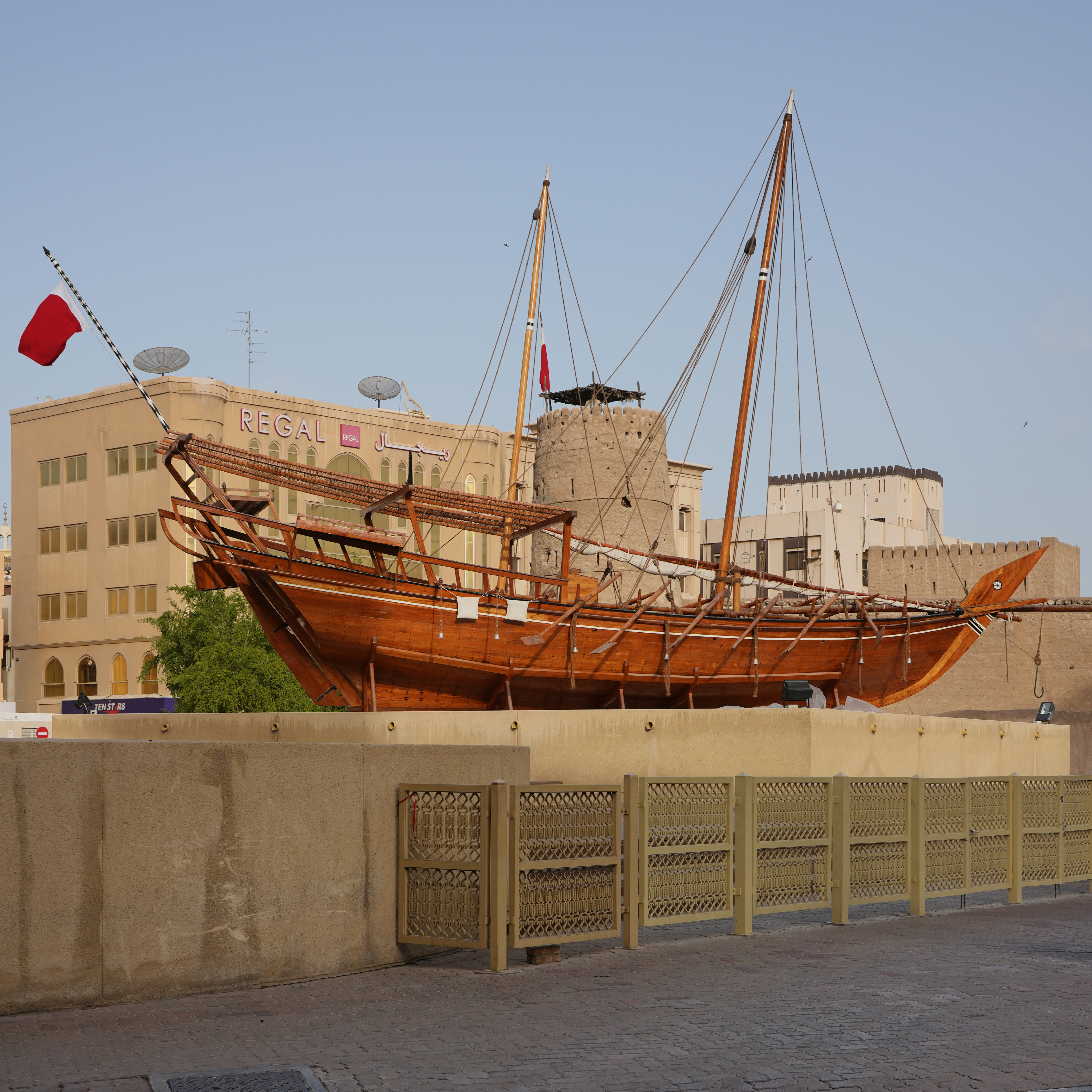
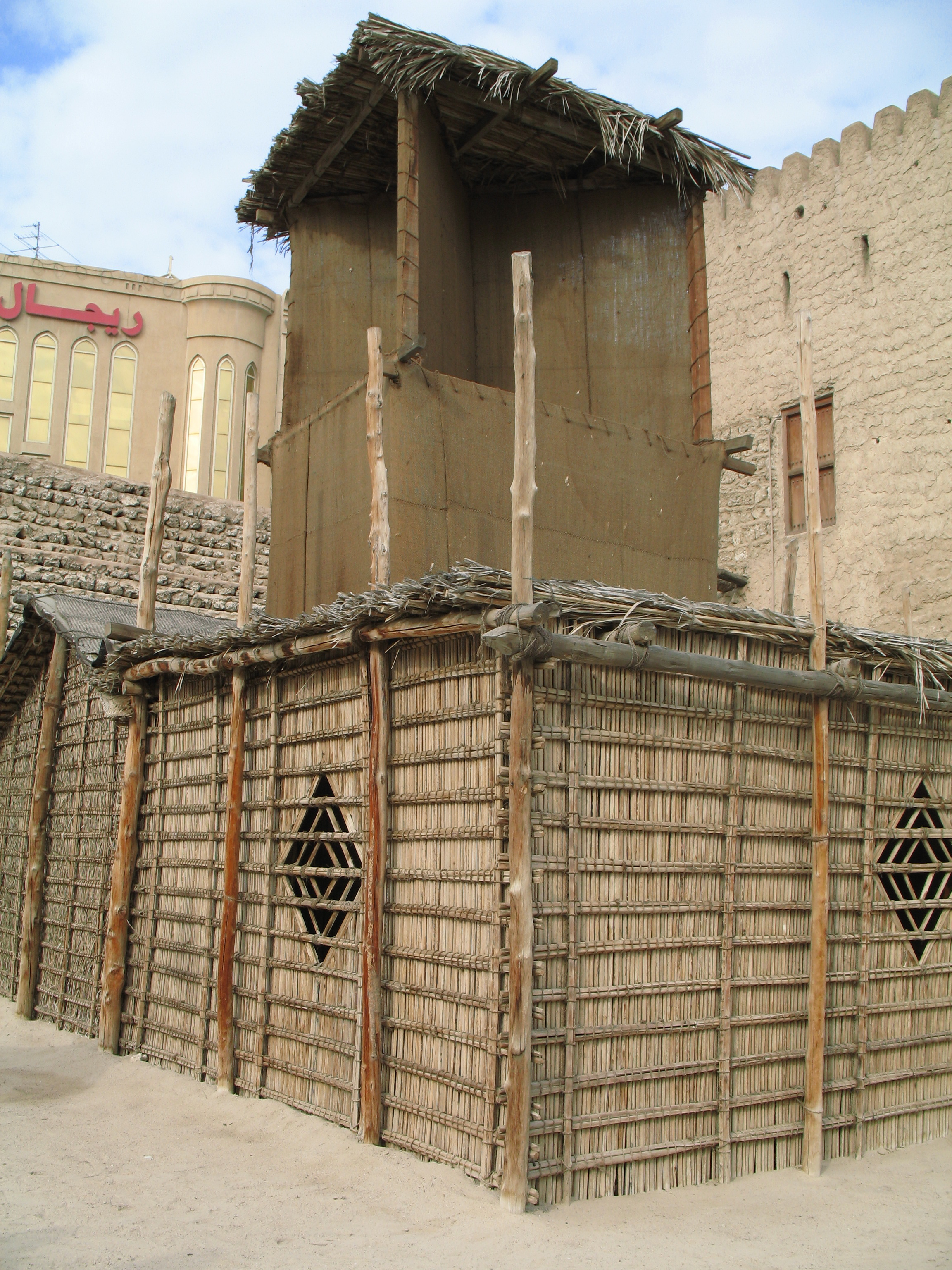
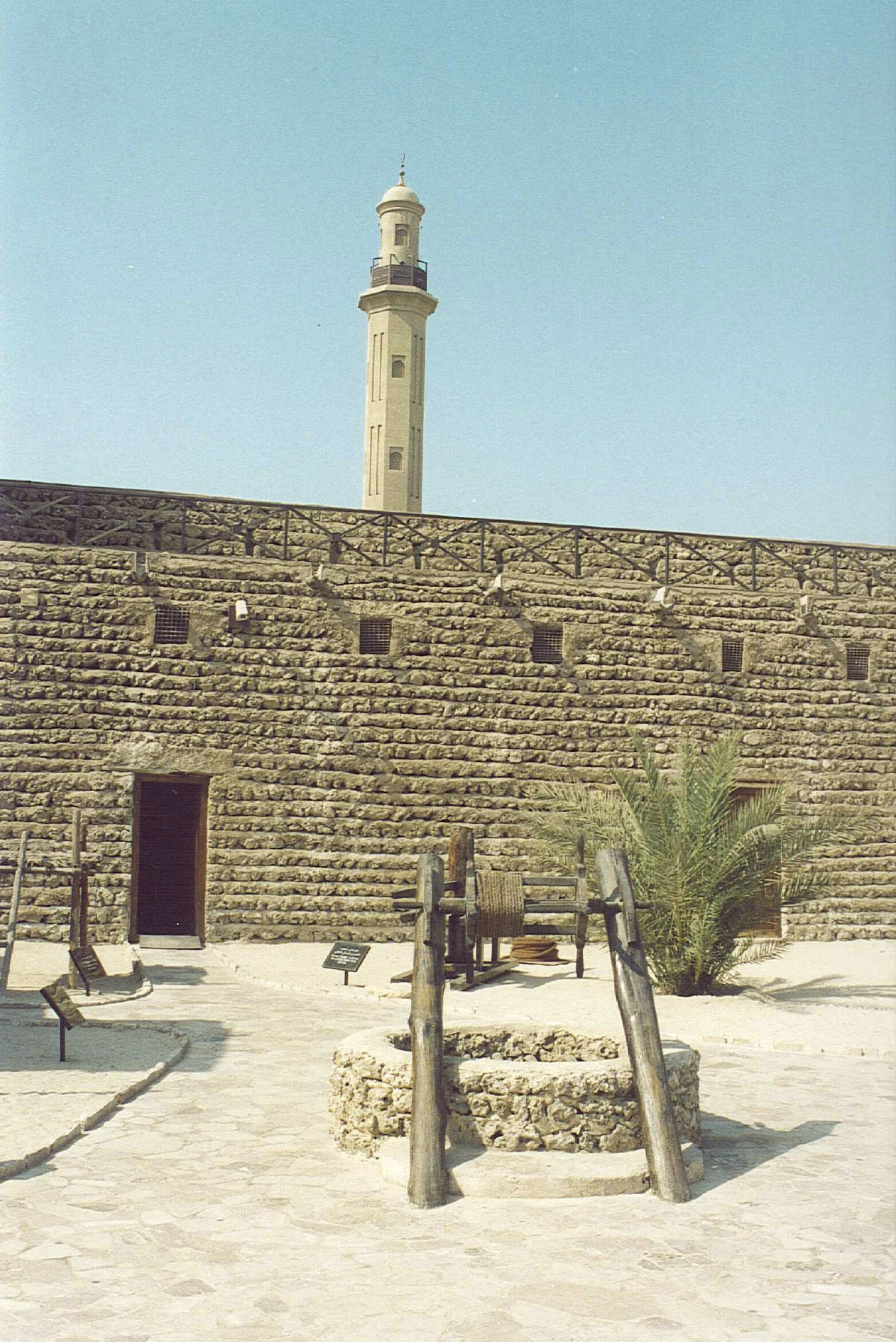

## وصلات خارجية
- معلومات عن متاحف دبي
- Arab.net معلومات
- Photographs on فليكر